# لوحة التحكم (ويندوز)
لوحة التحكم هي أحد مكونات مايكروسوفت ويندوز التي توفر القدرة على عرض وتغيير إعدادات النظام. وهي تتألف من مجموعة من التطبيقات الصغيرة التي تشمل إضافة أو إزالة الأجهزة والبرامج، والتحكم في حسابات المستخدمين، وتغيير خيارات الوصول، والوصول إلى إعدادات الشبكة. يتم توفير تطبيقات إضافية من قبل جهات خارجية، مثل برامج تشغيل الصوت والفيديو، وأدوات الشبكة الخاصة الافتراضية VPN، وأجهزة الإدخال، وأدوات الشبكات.
كانت لوحة التحكم جزءًا من مايكروسوفت ويندوز منذ ويندوز 1.0،  ومع كل إصدار متتالي يتم تقديم تطبيقات جديدة. بدءًا من ويندوز 95، يتم تنفيذ لوحة التحكم كمجلد خاص، أي أن المجلد غير موجود فعليًا، ولكنه يحتوي فقط على اختصارات للعديد من التطبيقات الصغيرة مثل إضافة أو إزالة البرامج وخيارات الإنترنت. فعليًا، يتم تخزين هذه التطبيقات الصغيرة كملفات بصيغ.cpl. على سبيل المثال، يتم تخزين التطبيق الصغير «إضافة أو إزالة البرامج» تحت الاسم appwiz.cpl في المجلد SYSTEM32.
في نظام ويندوز إكس بي، تم تغيير الشاشة الرئيسية للوحة التحكم لتقديم بنية تنقل مصنفة تذكرنا بالتنقل في صفحات الويب. يمكن للمستخدمين التبديل بين طريقة عرض الفئة أو التصنيف Category View هذه والعرض الكلاسيكي المستند إلى الشبكة من خلال خيار يظهر إما على الجانب الأيسر أو أعلى النافذة. في نظامي التشغيل ويندوز فيستا وويندوز 7، تم تقديم طبقات إضافية من التنقل، وأصبحت نافذة لوحة التحكم نفسها هي الواجهة الرئيسية لتحرير الإعدادات.
يمكن الوصول إلى العديد من تطبيقات لوحة التحكم الفردية بطرق أخرى. على سبيل المثال، يمكن الوصول إلى Display Properties (خصائص العرض) بالنقر بزر الماوس الأيمن فوق منطقة فارغة على سطح المكتب واختيار Properties (خصائص). يمكن الوصول إلى لوحة التحكم من موجه الأوامر عن طريق كتابة التحكم control؛ تتوفر المعلمات الاختيارية لفتح لوحات تحكم محددة.
في نظام التشغيل ويندوز 10، تم إهمال لوحة التحكم لصالح تطبيق الإعدادات، والذي تم تقديمه في الأصل لـ ويندوز 8 كـ «إعدادات الحاسوب الشخصي» لتوفير منطقة إعدادات محسّنة للشاشة التي تعمل باللمس. تم نقل بعض الوظائف، خصوصاً وظائف إضافة حسابات المستخدمين وإزالتها، إلى هذا التطبيق على ويندوز 8 بشكل حصري ولا يمكن إجراؤها من لوحة التحكم.
اعتبارًا من تحديث أكتوبر 2020 لنظام التشغيل ويندوز 10، ستقوم ويندوز بتوجيه المستخدمين إلى تطبيق إعدادات ويندوز 10 عند محاولة فتح صفحة النظام في لوحة التحكم.
قامت مايكروسوفت أيضًا بحظر الاختصارات وتطبيقات الطرف الثالث التي كان من الممكن استخدامها للوصول إلى صفحة النظام القديمة.

## قائمةتطبيقات لوحة التحكم
التطبيقات الصغيرة المدرجة أدناه هي مكونات لوحة تحكم لمايكروسوفت ويندوز، والتي تسمح للمستخدمين بتحديد مجموعة من الإعدادات لأجهزة الكمبيوتر الخاصة بهم، ومراقبة حالة الأجهزة مثل الطابعات وأجهزة المودم، وإعداد أجهزة وبرامج واتصالات شبكات جديدة. يتم تخزين كل تطبيق صغير بشكل فردي كملف منفصل (عادةً ما يكون الملف بصيغة.cpl) أو مجلد أو بصيغة DLL، يتم تخزين مواقعه في محرر سجل النظام تحت المفاتيح التالية:
1. HKLM \ SOFTWARE \ Microsoft \ Windows \ CurrentVersion \ Control Panel \ Cpls</br> يحتوي هذا على المسار على جميع ملفات.cpl على القرص الصلب المستخدم داخل لوحة التحكم.
2. HKLM \ SOFTWARE \ Microsoft \ Windows \ CurrentVersion \ Explorer \ ControlPanel \ Namespace</br> يحتوي هذا على كل ملفات معرف فريد عام لجميع اللوحات غير المدرجة كملفات cpl. وعادة ما تكون هذه المجلدات أو تطبيقات shell الصغيرة، على الرغم من أن ويندوز فيستا يسمح بتسجيل البرامج المادية نفسها أيضًا. يسمح CLSID بعد ذلك بتعيين عناصر مثل االإيقونة وصندوق المعلومات والتصنيف ويعطي موقع الملف المراد استخدامه.

تستخدم لوحة التحكم بعد ذلك هذه القوائم لتحديد موقع التطبيقات الصغيرة وتحميلها في برنامج لوحة التحكم (control.exe) عند بدء تشغيلها بواسطة المستخدم. بالإضافة إلى استخدام لوحة التحكم، يمكن للمستخدم أيضًا استدعاء التطبيقات الصغيرة يدويًا عبر معالج الأوامر. على سبيل المثال، الأمر " Control.exe inetcpl.cpl " أو " control.exe / name Microsoft. InternetOptions "سيتم تشغيل برنامج خصائص الإنترنت الصغير في نظام التشغيل ويندوز إكس بي أو فيستا على التوالي. بينما يتم قبول كلا الأمرين وتشغيل البرنامج على نظام التشغيل ويندوز فيستا، يتم قبول المثال السابق الثاني فقط في نظام التشغيل ويندوز إكس بي.

## التطبيقات القياسية
| خيارات الوصل (Access.cpl) (control /name microsoft.easeofaccesscenter) (تمت إعادة تسميته باسم "مركز سهولة الوصول" في ويندوز فيستا وما تبعته من أنظمة لاحقاً) |
| --- |
| يسمح للمستخدمين بتكوين إمكانية الوصول إلى أجهزة الكمبيوتر الخاصة بهم. وهو يتألف من إعدادات مختلفة تستهدف بشكل رئيسي المستخدمين ذوي الإعاقة أو مشاكل الأجهزة. - يمكن تعديل سلوك لوحة المفاتيح، ويستهدف هذا الأشخاص الذين يجدون صعوبة في الضغط على مجموعات المفاتيح أو الضغط على مفتاح مرة واحدة فقط.(StickyKeys, FilterKeys and ToggleKeys) - يمكن تعديل سلوك الأصوات. (SoundSentry و ShowSounds) - يمكن تنشيط وضع السطوع العالي. - يمكن تخصيص مؤشر لوحة المفاتيح. - يمكن التحكم في المؤشر باستخدام لوحة المفاتيح. (مفاتيح الماوس Mousekeys) لاحظ أنه في الجيل التالي من ويندوز، حلت لوحة تحكم مركز سهولة الوصول، محل لوحة تحكم access.cpl البسيطة في الإصدارات السابقة. |
| إضافة أجهزة جديدة (hdwwiz.cpl) |
| يقوم بتشغيل معالج يسمح للمستخدمين بإضافة أجهزة جديدة إلى النظام. يمكن القيام بذلك عن طريق الاختيار من قائمة الأجهزة أو عن طريق تحديد موقع ملفات برنامج التثبيت للجهاز. |
| إضافة وإزالة البرامج (appwiz.cpl) (تمت إعادة تسميتها باسم "البرامج والمميزات" في نظام تشغيل ويندوز فيستا وما تبعه) |
| يسمح مربع إضافة / إزالة البرامج للمستخدم بمعالجة البرامج المثبتة على النظام بعدة طرق؛ - يسمح للمستخدمين بإلغاء تثبيت البرامج الحالية وتغييرها بالإضافة إلى الإشارة إلى مقدار المساحة التي تشغلها البرامج ومدى تكرار استخدامها. - يسمح للمستخدمين بتثبيت البرامج يدويًا من قرص مضغوط أو قرص مرن، وتثبيت الوظائف الإضافية من Windows Update. - يسمح للمستخدمين بتغيير برامج ويندوز المثبتة الافتراضية، عبر معالج إعداد ويندوز، والذي يتضمن متصفح إنترنت إكسبلورر، ومشغل وسائط ويندوز، وويندوز ماسنجر. - أخيرًا، يسمح للمستخدمين بتحديد التطبيقات الافتراضية لمهام معينة، عبر معالج "تعيين الوصول إلى البرامج والافتراضيات"، مثل متصفحات الإنترنت ومشغلات الوسائط وبرامج البريد الإلكتروني وما إذا كان الوصول إلى هذه البرامج متاحًا (بإمكان المستخدمين فعل هذا منذ ويندوز 2000 النسخة الإحترافية l Service Pack 3 وويندوز إكس بي Service Pack 1) |
| أدوات إدارية Administrative Tools (control admintools) |
| يحتوي على أدوات لإدارة النظام، بما في ذلك الأمان والأداء وتكوين الخدمة. هذه ارتباطات إلى تكوينات مختلفة لوحدة التحكم بالإدارة لـ مايكروسوفت مثل قائمة الخدمات المحلية وعارض الأحداث. |
| التحديثات التلقائية (wuaucpl.cpl) |
| يستخدم هذا لتحديد كيفية القيام "بالتحديثات التلقائية" (wuauclt.exe) بتنزيل التحديثات من موقع مايكروسوفت أبديت على الويب، والإعدادات معينة بشكل افتراضي على تنزيل التحديثات دائماً وبشكل يومي، ولكن يمكن تغيير هذا إوضع ملائم أكثر للمُستخدم.وتسمح هذه الإعدادات أيضاً للمستخدم بتفعيل خيار طلب الإذن من المستخدم قبل تنزيل التحديثات و/ أو تثبيتها أو ببساطة إيقاف "التحديثات التلقائية" تمامًا. إزيلت هذه الخاصية في إصدار ويندوز 10 |
| التاريخ والوقت (timedate.cpl) |
| يسمح للمستخدم بتغيير التاريخ والوقت المخزنين في بيوس الخاص بالجهاز، وتغيير المنطقة الزمنية وتحديد ما إذا كان سيتم مزامنة التاريخ والوقت مع خادم إنترنت خاص بالوقت والخادم المطلوب استخدامه. |
| العرض (التحكم بسطح المكتب) (desk.cpl) (تمت إعادة تسميته باسم "الخصائص" في ويندوز فيستا، 7 و 8.1) |
| يسمح للمستخدم بتغيير خصائص العرض لأجهزة الكمبيوتر الخاصة بهم: - يسمح للمستخدمين بتغيير خلفية سطح المكتب (خلفية الشاشة) إلى صورة من اختيارهم ويحدد كيفية عرضها. - يسمح للمستخدم بتغيير أو تعطيل شاشة التوقف، وتحديد المدة التي يستغرقها التنشيط وما إذا كان سيطلب كلمة مرور عند الاستئناف. - يسمح للمستخدم بتحديد أنماط الألوان لجميع العناصر داخل النظام، بشكل أساسي سواء باستخدام ستايلات ويندوز إكس بي / وفيستا (الذي يكون الأزرق افتراضيًا في إكس بي) أو استخدام ستايلات ويندوز 98 / ميلينيوم الكلاسيكية، وهذا يسمح أيضًا للمستخدم بتغيير أيقونات جهاز الكمبيوتر وسلة المحذوفات. - يسمح للمستخدم بتغيير دقة الشاشة وجودة الألوان، ويقدم نصائح لحل المشاكل للشاشات. أزيلت هذه الخواص في ويندوز 10 ونُقِلَت إلى تطبيق أعدادات النظام. |
| خيارات المُجلد (التحكم بالمجلدات) (rundll32.exe shell32.dll, Options_RunDLL 0) |
| يسمح هذا العنصر بتكوين كيفية عرض المجلدات والملفات في مستكشف الملفات. بشكل أكثر تحديدًا، يسمح للمستخدم بتحديد الإعدادات العامة مثل ما إذا كانت المجلدات ستفتح في نافذة جديدة أو النافذة الحالية، بالإضافة إلى المهام الأكثر تقدمًا مثل ما إذا كان يجب على النوافذ إخفاء ملفات النظام المهمة وما إذا كان سيتم إظهارها صيغ الملفات. بالإمكان أيضاً تعديل أنواع الملفات في ويندوز؛ على سبيل المثال، أي برنامج يقوم بفتح نوع معين من الملفات والإعدادات الأخرى مثل الإجراءات لكل نوع ملف وامتداد الملف. |
| الخطوط (التحكم بالخطوط) |
| يعرض كل الخطوط المثبتة على الكمبيوتر. يمكن للمستخدمين إزالة الخطوط أو تثبيت خطوط جديدة أو البحث عن الخطوط باستخدام خصائص الخط. لاحظ أن "explorer \ Windows \ Fonts" له نفس التأثير. |
| خيارات الإنترنت (inetcpl.cpl) |
| يسمح للمستخدم بتغيير الطريقة التي يدير بها الكمبيوتر اتصالات الإنترنت وإعدادات المتصفح لبرنامج إنترنت إكسبلورر، ولديه العديد من العلامات التي تحدد سمات مختلفة: - عام - يحدد هذا الصفحة الرئيسية للمتصفح وأنظمة الألوان ويسمح للمستخدم سجل التصفح. - الأمان والخصوصية - يحددان ما إذا كان يجب أن يسمح الكمبيوتر لمواقع الويب بإجراء عمليات معينة وتنزيل ملفات تعريف الارتباط، كما تتيح هذه اللوحة الوصول إلى مانع النوافذ المنبثقة المدمج (ويندوز إكس بي SP2 والإصدارات الأحدث) وعناصر التحكم في التصيد (إنترنت إكسبلورر 7). - المحتوى - يسمح بتهيئة الضوابط الأبوية والإكمال التلقائي ويحدد أيضًا كيفية التعامل مع الشهادات. - الاتصالات والبرامج والمتقدمة - تتيح هذه الميزات الوصول إلى جوانب أخرى من إعدادات الإنترنت مثل اتصال المودم الافتراضي وعميل البريد الإلكتروني وإعدادات الوكيل والتكوينات المتقدمة الأخرى.                     |
| إعدادات الألعاب (joy.cpl) (control /name microsoft.gamecontrollers) |
| يسمحبإضافة الإعدادات المتقدمة وعرضها واستكشاف الأخطاء وإصلاحها واستخدامها، وتعيين عصا التحكم، ووحدات التحكم في الألعاب والاتصال بنوع آخر من أجهزة التحكم في اللعبة. مم نقله إلى تطبيق الإعدادات في ويندوز 10. |
| لوحة المفاتيح (التحكم بلوحة المفاتيح) (main.cpl) |
| يتيح للمستخدم تغيير إعدادات لوحة المفاتيح واختبارها، بما في ذلك معدل وميض المؤشر ومعدل تكرار المفتاح. |
| البريد (mlcfg32.cpl) (mlcfg.cpl) |
| يسمح بضبط البريد في ويندوز. لا يمكن ضبط مايكروسوفت أوتلوك مع هذا العنصر؛ ويتم ضبط إعدادات بريد أوتلوك من خلال واجهة البرنامج الخاصة به. يستخدم mlcfg.cpl لتطبيقات 64 بت المكتبية المتوفرة لأول مرة مع إصدار أوفيس 2010. |
| الفأرة (التحكم بالفأرة) (main.cpl) |
| يسمح الماوس بتكوين خيارات المؤشر، مثل النقر المزدوج وسرعة التمرير، ويتضمن خيارات الرؤية مثل استخدام مسارات المؤشر وما إذا كان يجب اختفاء المؤشر عند الكتابة. يسمح هذا أيضًا للمستخدم بتحديد مظهر المؤشر لكل مهمة، مثل تغيير الحجم. |
| اتصالات الشبكة (التحكم بشبكات الإنترنت) (ncpa.cpl) |
| يعرض ويسمح للمستخدم بتحرير أو إنشاء اتصالات الشبكة مثل شبكات المنطقة المحلية (LAN) واتصالات الإنترنت. كما يوفر أيضًا وظائف استكشاف الأخطاء وإصلاحها في حالة إعادة توصيل الكمبيوتر بالشبكة. |
| خيارات الهاتف والمودم (telephon.cpl) |
| يقوم بإدارة اتصالات الهاتف والمودم |
| خيارات الطاقة (powercfg.cpl) |
| يتضمن خيارات لإدارة استهلاك الطاقة: - تحديد المدة التي يستغرقها إيقاف تشغيل الشاشة ومحركات الأقراص الثابتة والمدة التي يستغرقها النظام للدخول في وضع الاستعداد، إن وجد. - لتقرير ما يجب فعله عند الضغط على زر تشغيل / إيقاف تشغيل الكمبيوتر، مثل ما إذا كان سيتم إيقاف التشغيل أو الدخول في وضع الاستعداد. - إختيار ما إذا كان سيتم السماح بتفعيل وضع السبات (تصبح بعض الأنظمة غير مستقرة عند إعادة التشغيل). - يسمح للمستخدم بتهيئة مزود الطاقة اللامنقطعة (إن وجد). - منذ ويندوز فيستا، تتوفر خيارات طاقة مخفية إضافية لضبط ميزات الطاقة بدقة. |
| المطابع والفاكس (التحكم بالمطابع) (control /name microsoft.devicesandprinters) |
| يعرض جميع الطابعات والفاكسات المثبتة حاليًا على الكمبيوتر، ولها استخدامان رئيسيان: - أولاً، يعرض جميع المهام في قائمة الانتظار لكل طابعة، وحجم الملف وحالة كل مهمة والمستخدم الذي ينتمون إليه، كما يسمح بإيقاف كل وظيفة مؤقتًا أو إلغائها أو نقلها لأعلى أو لأسفل في القائمة. - ثانيًا، يسمح للمستخدم بتعيين تفضيلات الطباعة أو الفاكس، مثل حجم الورق وجودته عبر جزء التفضيلات الخاصة بالمصنعين، كما يحدد كيفية مشاركة الطابعة عبر شبكة الكمبيوتر وتعريفات الأجهزة، والمنافذ وما إلى ذلك |
| إعدادات اللغة والمنطقة (intl.cpl) aka خيارات اللغة والمنطقة |
| يمكن تغيير الإعدادات الإقليمية المختلفة، على سبيل المثال: - طريقة عرض الأرقام (مثل الفاصل العشري). - كيف يتم عرض قيم العملات، بما في ذلك رمز العملة. - تدوينات الوقت والتاريخ، مثل فاصل التاريخ وما إذا كانت الساعة يجب أن تكون بنمط 12 أو 24 ساعة. - الموقع الثقافي لجهاز كمبيوتر المستخدم (يتم تعيين المنطقة الزمنية في التاريخ والوقت). - اللغة: - لغة الإدخال - تخطيط لوحة المفاتيح (التعيين بين ضربات المفاتيح والأحرف). - لغة العرض للقوائم وصناديق الحوار. - ما إذا كان يجب تثبيت الملفات اللازمة لدعم اللغة الآسيوية. - صفحات الكود المثبتة. تم إزالة هذه الخيارات في تحديث أبريل لويندوز 10 |
| مركز الإمان (Windows 7 & 8.x) (wscui.cpl) تمت إعادة تسميته باسم "الأمان والصيانة" في إصدار ويندوز 10 |
| تمت إضافته لأول مرة في ويندوز إكس بي Service Pack 2، حيث يمنح مركز الإمان المستخدم الوصول إلى مكونات أمان ويندوز المضمنة، بالإضافة إلى توفير معلومات حول أي برنامج مكافحة فيروسات موجود مثل McAfee أو زون ألارم. يتضمن الوصول إلى ويندوز إبديت، حيث يمكن للمستخدمين تحديد ما إذا كان يجب على الكمبيوتر التحقق من التحديثات بانتظام (متاح أيضًا من خلال لوحة ويندوز إبديت)، وخيارات لإدارة إعدادات أمان الإنترنت. ويتضمن أيضًا روابط لمقالات الإنترنت حول أمان الكمبيوتر وتهديدات الفيروسات الحالية وإعلام المستخدم عند تعرض أمان الكمبيوتر للخطر. |
| الصوت وأجهزة الصوت (mmsys.cpl) |
| تحتوي هذه اللوحة على وظائف مختلفة متعلقة بالصوت: - قم بتغيير مستوى حجم الصوت ونوعه وحدد ما إذا كنت تريد إظهار رمز مستوى الصوت في منطقة الشريط السفلي. - قم بتغيير الأصوات التي يتم تشغيلها عند تشغيل النظام، أو برامج معينة عند حدوث حدث معين، مثل بدء تشغيل ويندوز عند إقلاعه أو التوقف الحرج. - قم بتغيير الأجهزة الافتراضية لتشغيل الموسيقى والتسجيل والتعرف على الصوتو ميدي وما إلى ذلك. - تغيير إعدادات بطاقة الصوت وما إذا كنت تريد استخدام تسريع الأجهزة. - عرض أجهزة الصوت المثبتة على الكمبيوتر، والسماح بتكوينها. |
| الحديث (Sapi.cpl) |
| يحتوي هذا التطبيق الصغير على وظيفتين رئيسيتين، الأولى هي تحديد إعدادات تركيب الكلام، مما يسمح للمستخدم بتحديد الصوت الذي يجب أن يستخدمه الكمبيوتر لسرد النص ومدى سرعة قراءته. والثاني هو تحديد إعدادات التعرف على الكلام، مما يسمح للمستخدم بإعداد ملفات تعريف مختلفة توضح بالتفصيل كيفية تعامل الكمبيوتر مع لهجة الفرد، على سبيل المثال: - مقدار الأخطاء القواعدية والنحوية في صوت الشخص. - السرعة التي يتحدث بها الشخص، والتأخير الزمني بين الكلمات. يسمح هذا أيضًا للمستخدم بالوصول إلى معالج تدريب التعرف على الصوت، حيث يقوم الفرد "بتعليم" الكمبيوتر للتعرف على صوت الشخص بشكل تفاعلي باستخدام الميكروفون. |
| النظام (Sysdm.cpl) |
| يستخدم هذا لعرض وتغيير إعدادات النظام الأساسية، يمكن للمستخدم على سبيل المثال: - عرض معلومات عامة عن جهاز المستخدم مثل مقدار ذاكرة الوصول العشوائي وسرعة وحدة المعالجة المركزية ونوعها وإصدار ويندوز الذي يستخدمه النظام والشركة المصنعة. - تحرير اسم الكمبيوتر في مجموعة عمل الشبكة. - إدارة الأجهزة وتكوينها، وعرض المعلومات مثل الشركة المصنعة، ووصول المستخدم تثبيت التعريفات لأي جهاز مثبت على النظام عبر مدير الأجهزة. - تمكين / تعطيل ميزات النظام مثل التحديثات التلقائية ومراقبة استعادة النظام. - حدد الميزات المتقدمة مثل سجلات الأداء وإعدادات الذاكرة الافتراضية وملفات التعريف المتجولة. تم نقل هذه الخيارات إلى تطبيق الإعدادات في نظام التشغيل ويندوز 10، لكن الاختصارات لا تزال موجودة. يؤدي النقر فوقهن إلى الانتقال إلى تطبيق الإعدادات.                                                                                 |
| شريط المهام وقائمة البدأ (rundll32.exe shell32.dll, Options_RunDLL 1) |
| يسمح للمستخدم بتغيير سلوك ومظهر شريط المهام وقائمة ابدأ: - يحدد ما إذا كنت تريد استخدام أنماط ويندوز إكس بي / فيسا أو كلاسيك 9x / ميلينيوم على شريط المهام وقائمة ابدأ. - ما إذا كان يجب إخفاء شريط المهام تلقائيًا. - ما إذا كان سيتم إظهار الساعة في منطقة االإخطارات أو الإشعارات. - يسمح للمستخدم بإدارة الإيقونات. - خيارات متقدمة مثل إظهار الطابعات والفاكسات في قائمة إبدأ وما إذا كنت تريد عرض المستندات كقائمة أو كارتباط لنافذة جديدة. تم نقل هذه الخيارات إلى تطبيق الإعدادات في نظام التشغيل ويندوز 10، لكن الاختصارات لا تزال موجودة. يؤدي النقر فوقهن إلى الانتقال إلى تطبيق الإعدادات. |
| حسابات المستخدم (nusrmgr.cpl) |
| يتيح ذلك للمستخدم تكوين حسابه والحسابات الأخرى المستخدمة في النظام، إذا كان لديهم صلاحيات كافية. يمكنهم تغيير اسم المستخدم وكلمة المرور الخاصة بهم وصورتهم (إذا كان لديهم صورة موضوعة). إذا كان لدى المستخدم الحالي حساب مسؤول، فيمكنه أيضًا إضافة حسابات مستخدمين أخرى وحذفها وتعديلها بالإضافة إلى إجراء تغييرات على إعدادات النظام الأساسية. تحدد هذه اللوحة أيضًا ما إذا كان حساب الضيف يجب أن يكون نشطًا وما إذا كان يجب استخدام شاشة الترحيب أثناء تحميل ويندوز. |

## الأجهزة الطرفية
هذه خيارات في لوحة التحكم تعرض الأجهزة المتصلة بالكمبيوتر. إنها لا تقدم في الواقع واجهة مباشرة للتحكم في هذه الأجهزة، ولكنها تقدم المهام الأساسية مثل إجراءات الإزالة والروابط إلى المعالجات (الطابعات والفاكسات هي استثناء).
تشمل هذه التطبيقات الصغيرة:
- الماسحات الضوئية والكاميرات
- التحكم في الإلعاب
- أجهزة الوسائط المحمولة